# Murad di Sebastia
Murad di Sebastia (in lingua armena Սեբաստացի Մուրատ, in russo Мурад Себастаци?) (Kovtun, 1874 – Baku, 4 agosto 1918) è stato un politico, militare e rivoluzionario armeno, attivo come fedayyin del Movimento di Liberazione Nazionale dell'Armenia che operava all'interno dell'Impero ottomano.

## Biografia
Murad nacque in una umile famiglia di contadini di Kovtun (o Govdun), un piccolo villaggio presso la città di Sivas, località da cui avrebbe poi preso il soprannome "di Sebastia". Da fanciullo conduceva il bestiame al pascolo, ancora ragazzo si trasferì a Costantinopoli dove lavorò come scaricatore e frequentò la scuola domenicale. Interessatosi alla politica, Murad aderì dapprima al Partito Socialdemocratico Hunchakian e poi alla Federazione Rivoluzionaria Armena.
Nel 1890 Murad partecipò alle dimostrazioni degli armeni contro il trattamento da cittadini di seconda classe a cui erano sottoposti nell'Impero Ottomano. In seguito si unì a bande di fedayyin impegnate in attività di guerriglia in risposta ai massacri hamidiani. Nel 1904 Murad svolse un ruolo di primo piano nella resistenza di Sason.
Dopo i fatti di Sason, Murad spostò la sua area di operazioni presso Van. Durante i massacri fra armeni e tartari del 1905-1907, egli fu posto al comando della difesa della regione di Zangezur e, insieme ad un gruppo di 50 uomini a cavallo, difese dai massacri la popolazione armena di Kapan.
Durante il periodo della rivoluzione dei Giovani Turchi del 1908, l'attività di Murad si svolse fra Van e Sivas.
In particolare egli contribuì all'organizzazione scolastica, alla creazione di associazioni femminili e con fini caritatevoli; inoltre egli insegnò cultura fisica ed arte teatrale presso le scuole armene.
L'inizio del genocidio armeno del 1915 - egli era anche fra i primi che dovevano essere deportati secondo le direttive del governo - convinse Murad ed i suoi compagni a riprendere le armi e a difendere i suoi compatrioti nei territori armeni dell'impero ottomano per un anno e mezzo.
Nel 1916 Murad ed i suoi uomini lasciarono la zona di Van e giunsero a Batumi, città portuale dell'Impero russo, dopo un viaggio via mare da Samsun sul mar Nero. Passato al fianco dei russi, Murad comandò la sua unità di volontari armeni durante la battaglia di Erzincan del luglio 1916, momento culminante della maggiore offensiva russa della Campagna del Caucaso.
Murad di Sebastia morì in combattimento il 4 agosto 1918 durante la battaglia di Baku.